# 청송심씨묘 출토 복식
청송심씨묘 출토 복식(靑松沈氏墓 出土 服飾)은 충청북도 제천시 백운면 원월리 매촌마을 뒷산에서 2012년 3월 묘지 개장시 출토된 복식이다. 2014년 3월 7일 충청북도의 유형문화재 제356호로 지정되었다.

## 개요
민명혁(閔命爀)의 부인인 청송심씨(1753～1810)의 것으로 작은 고대와 짧은 저고리 길이, 좁은 품 등이 두드러진 구조적 특징이다.
18세기 말에서 19세기 복식 자료로서 이 시기에 해당되는 실물 자료는 매우 드물다. 특히 19세기 초 복식문화를 추정할 출토 유물이 희소하므로 당시 복식문화를 연구할 귀중한 자료이다.

## 참고 자료
- 청송심씨묘 출토 복식 - 국가유산청 국가유산포털